# Den hollandske tronfølge
Den hollandske tronfølge blev kognatisk i 1983. Dette indebærer, at mænd og kvinder har lige adgang til at arve tronen. Dog har ældre søskende arveret forud for yngre søskende.

## Den nuværende arvefølge i Holland
Konge fra 2013: Willem-Alexander af Nederlandene (født 1967)
1. Catharina-Amalia af Nederlandene, prinsesse af Oranien (kongens ældste datter) (født 2003)
2. Alexia af Nederlandene (kongens næstældste datter) (født 2005)
3. Ariane af Nederlandene (kongens yngste datter) (født 2007)
4. Constantijn af Nederlandene (kongens bror) (født 1969)
5. grevinde Eloise af Oranje-Nassau, jonkvrouw van Amsberg (datter af Constantijn) (født 2002)
6. grev Claus-Casimir af Oranje-Nassau, jonkheer van Amsberg (søn af Constantijn) (født 2004)
7. grevinde Leonore af Oranje-Nassau, jonkvrouw van Amsberg (datter af Constantijn) (født 2006)
8. Margriet af Oranien-Nassau (kongens moster) (født 1943)

NOTE: Prinsesse Margriets sønner blev slettede i arvefølgen, da Willem-Alexander blev konge i 2013. Hvis prinsesse Margriet (født 1943) arver tronen, så vil hendes to ældste sønner (og deres efterkommere) blive genindsat i tronfølgen.

## Tilladelse til ægteskab
Hvis en prins eller prinsesse gifter sig uden Generalstaternes godkendelse, så mister han eller hun arveretten – både for sig selv og for sine efterkommere.
Friso af Oranien-Nassau (1968–2013), Irene van Lippe-Biesterfeld (født 1939), Christina af Oranje-Nassau (født 1947), Pieter-Christiaan, prins van Oranje-Nassau (født 1972) og Floris Frederik Martijn, prins van Oranje-Nassau (født 1975) giftede sig uden godkendelse fra parlamentet, hvorved de mistede deres arveret.